# Nevis Peak
Nevis Peak je neaktivní stratovulkán a zároveň i nejvyšší bod (985 m) ostrova Nevis, ležícího v Karibiku, který je součástí státu Svatý Kryštof a Nevis. Sopka pokrývá prakticky celý ostrov, na vrcholu se nacházejí dva krátery. Během poslední ledové doby byl ostrov spojen (hladina moře byla mnohem níže) pevninským mostem s ostrovy Svatý Kryštof, Saba a Svatý Eustach.
Svahy vulkánu jsou pokryty uloženiny pyroklastických proudů a jsou tam umístěny i čtyři lávové dómy – Madden 's Mount a Buttles Mountain na severovýchodním, Mount Lily na severozápadním a Saddle na jižním svahu. Rok poslední erupce není znám, ale na ostrově se nacházejí aktivní fumaroly (vznikly v roce 1953).